# Валковце
Валковце (слч. Valkovce) је насељено мјесто са административним статусом сеоске општине (слч. obec) у округу Свидњик, у Прешовском крају, Словачка Република.

## Становништво
| Година:    | 1994. | 2004.   | 2014.   | 2024.   |
| ---------- | ----- | ------- | ------- | ------- |
| Број људи: | 231   | 230     | 224     | 206     |
| Разлика:   |       | -0,43 % | -2,60 % | -8,03 % |

| Година:    | 2023. | 2024.   |
| ---------- | ----- | ------- |
| Број људи: | 201   | 206     |
| Разлика:   |       | +2,48 % |

Према подацима о броју становника из 2024. године насеље је имало 206 становника.